# Stoa (Architektur)

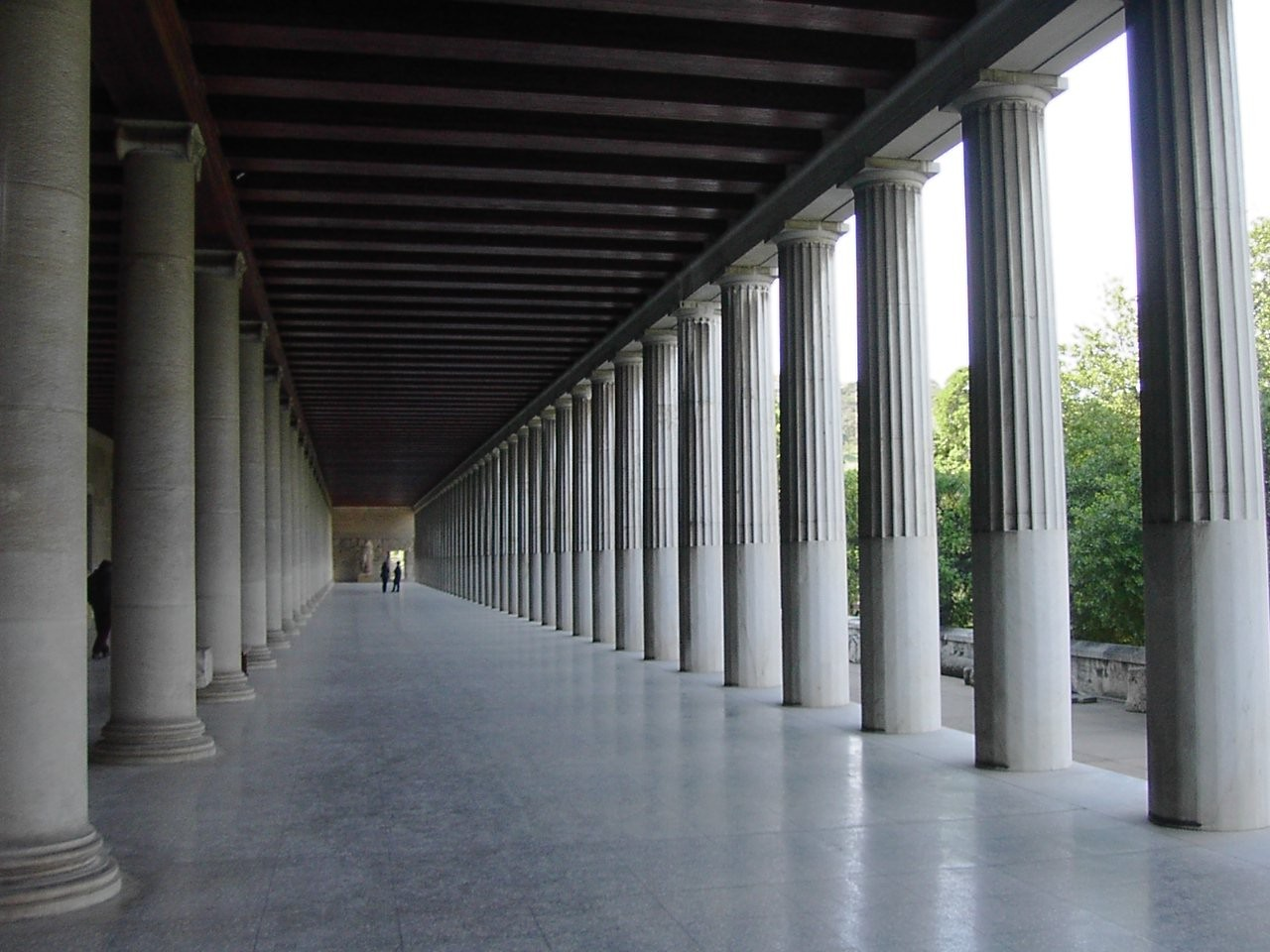
Die antike Stoa des Attalos in Athen (Rekonstruktion)

Eine Stoa (altgriechisch στοά, Plural Stoen) ist eine an der Rück- und meist auch an den Schmalseiten geschlossene Säulenhalle. 
Die griechische Philosophenschule der Stoa und ihre Lehre wurden nach einem Vertreter dieses Gebäudetyps benannt.

## Entwicklung
Stoen lassen sich bereits in der minoischen und mykenischen Architektur nachweisen. Ab dem 7. Jahrhundert v. Chr. gehören sie zum festen Repertoire der griechischen Baukunst. Bereits zweischiffig ist eine etwa 70 Meter lange und freistehende Stoa im Heraion von Samos aus dem späten 7. Jahrhundert v. Chr. Weitere frühe Vertreter dieses Typs sind aus dem 7. und 6. Jahrhundert v. Chr. für Argos, Delos und Didyma belegt.
Bald nach 478 v. Chr. stifteten die Athener eine Stoa in das Heiligtum nach Delphi. Die „Halle der Athener“ lehnt sich dort an die mächtige Polygonalmauer, die die Hangseite des Apollontempels stützt. Mit ihren schlanken ionischen Säulen, die ein hölzernes Gebälk trugen, barg die Halle Beutestücke aus den Perserkriegen. Wenn auch nicht freistehend, wird sie als Stoa angesprochen.
Ab dem 5. Jahrhundert v. Chr. können die Säulenhallen um Eckrisalite erweitert werden, wie an der um 430 v. Chr. errichteten Stoa Eleutherios auf der Athener Agora. Die Südstoa im Heiligtum von Olympia aus dem 4. Jahrhundert v. Chr. weist bei offenen Seitenflügeln einen Mittelrisalit auf. Ab dem späten 4. Jahrhundert v. Chr. konnten die Säulenstellungen, die bis dahin immer in antis konzipiert waren, an den Schmalseiten weitergeführt werden. Bei manchen Hallen, wie auf der Agora in Sikyon, wurde dies für nur ein Joch Tiefe umgesetzt, bei anderen wurden die Seitenwände gänzlich durch seitliche Säulenstellungen ersetzt – so etwa an Süd- und an Südost-Stoa in Olympia.
Als Stützenmotiv der Fronten wurden ganz überwiegend Säulen gewählt. Doch kommen auch Pfeiler sowohl quadratischen als auch rechteckigen Grundrisses vor, die an Ecken zudem zu einem Achteck abgefast sein konnten, wie an der Halle des Straßenheiligtums von Kassope. Schließlich konnten beide Motive, eckiger Pfeiler und runde Säule, auch alternierend kombiniert werden, wie es an Hallen in Andros und Korinth nachzuweisen ist.

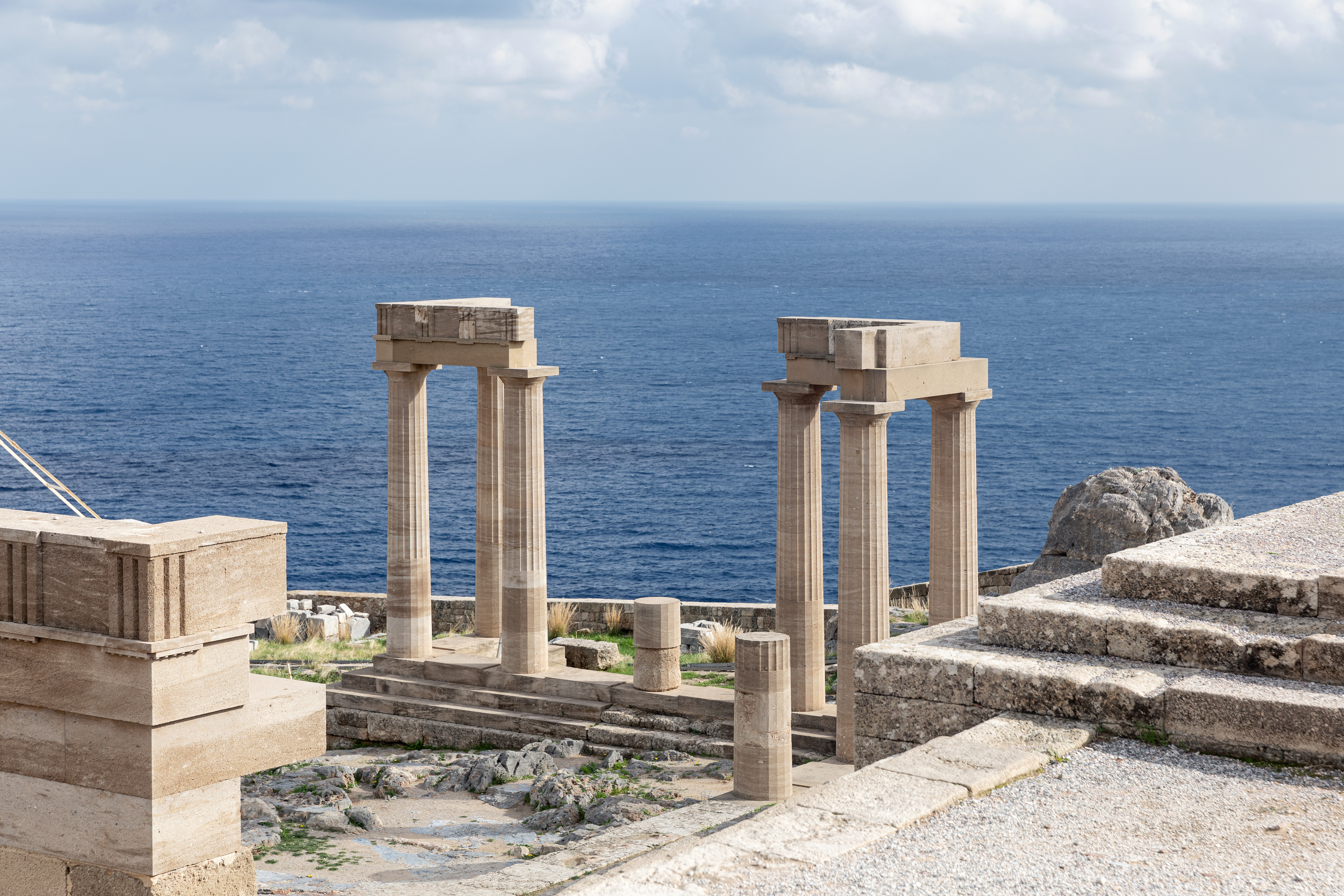
Teils restaurierte Reste (östlicher Eckrisalit) der Stoa der Akropolis von Lindos

Zwischen dem 4. und 2. Jahrhundert v. Chr. war die Stoa ein wesentlicher und prägender Bestandteil der Heiligtümer und der Agora einer Stadt. Sie bestimmten, wie etwa in den Heiligtümern von Lindos, Kos und Pergamon, zunehmend das Erscheinungsbild einer Ortschaft schon von weitem. Hatte sie ursprünglich die Funktion, Besuchern oder Gegenständen Schutz vor Sonne, Regen und Wind zu bieten oder wie im Fall der Stoa Basileios in Athen als Amtssitz des Archon basileus zu dienen, konnte sie in hellenistischer Zeit auch Läden und Schreibstuben beherbergen. Berühmtestes Beispiel ist die im 2. Jahrhundert v. Chr. von Attalos II. nach Athen gestiftete Stoa des Attalos, zweischiffig mit rückwärtigen Läden über zwei Geschossen.

## Die Stoa als Gebäudetypus
Die Stoa ist ein eigenständiger und daher freistehender Baukörper. Sie unterscheidet sich darin von der an bestehende Bausubstanz angelehnten Portikus. Die Stoa besaß einen deutlich fassadenhaften Charakter, da sie sich zu Plätzen, seltener zu Straßen hin öffnete, die Ausgestaltung der Rückseite aber immer vernachlässigt wurde. Die Stoa war zwar ein charakteristisches Element der griechischen Architektur, vertrat aber als von ihrem Umfeld abhängiger Baukörper nicht den gewöhnlich autonomen Charakter griechischer Bauten. Von daher folgte ihre Konzeption auch kaum innerer Gesetzmäßigkeit und Proportion, sondern äußeren Bedürfnissen. Ihre Länge wurde nach praktischen und ökonomischen Gesichtspunkten bestimmt, ihr Aufbau in der Höhe blieb davon unberührt. 
Zu den wenigen regelhaften Gestaltungsprinzipien gehörte ab hellenistischer Zeit die Halbierung der Joche innerer Säulenstellungen gegenüber den Frontsäulenstellungen zweischiffiger Stoen. Die äußeren Säulen waren dann meist dorischer Ordnung, die inneren Säulen ionischer Ordnung.
Mit zunehmender „Besetzung“ der Randbebauung öffentlicher Plätze durch Stoen blieb es nicht aus, dass zwei dieser Baukörper in ihrem rückwärtigen Teil aneinander gebaut wurden und sich auf unterschiedliche Plätze oder Platzbereiche bezogen. Konsequente Weiterführung dieser Art der Platzgestaltung war im 2. Jahrhundert v. Chr. der Bau der sogenannten Mittelstoa auf der Agora von Athen. Hier wurden gleichsam zwei Säulenhallen miteinander verschmolzen: Die langgestreckte Halle hatte eine allseitig umlaufende Säulenreihe (Peristasis), im Inneren befand sich eine nicht ganz bis zu den Enden durchgezogene mittlere Trennwand. Die Trennwand wurde von einer durch Scherwände geschlossenen Säulenstellung gebildet. Alle Elemente einer Stoa wurden verbunden und zugleich umgedeutet: Front- und Mittelsäulenstellung sowie Rückwand. Obendrein waren beide Hallenabschnitte durch drei Durchgänge in den Scherwänden miteinander verbunden. Die Mittelstoa stellt die einzige nachweisbare Lösung dar, bei der die Stoa als autonomer allseitiger Baukörper interpretiert wurde.
Die Stoa ist von anderen antiken griechischen Hallentypen wie der Lesche oder der Skeuothek zu unterscheiden. Gleichwohl wurde das an ihr geübte Motiv der frontalen Säulenreihung auf andere Gebäudetypen übertragen, die Säulenhalle anderen Bauformen vorgeschaltet. Von dreischiffigen Lösungen der Stoa mag letztlich auch die Entwicklung der Marktbasilika ihren Ausgang genommen haben, zumindest lässt die noch hellenistische Basilika in Palestrina einen solchen Zusammenhang vermuten.